# 動物公園站
動物公園站（日语：／ Dōbutsu-kōen eki */?）是一個位於日本千葉縣千葉市若葉區源町，屬於千葉都市單軌電車2號線的高架單軌電車車站。車站編號是CM09。
此站旁設有萩台車輛基地，並設有此站始終到的列車。

## 歷史
- 1988年（昭和63年）3月28日：開業。
- 2009年（平成21年）3月14日：引入PASMO。

## 車站構造
此站是島式月台2面3線的高架車站。

### 月台配置
| 月台 | 路線  | 目的地           | 備註                                          |
| ---- | ----- | ---------------- | --------------------------------------------- |
| 1    | 2號線 | 都賀、千城台方向 |                                               |
| 2    | 2號線 | 都賀、千城台方向 | 此站始發（往千葉港方向途經千葉站直通至1號線） |
| 3    | 2號線 | 千葉、千葉港方向 | 此站始發（往千葉港方向途經千葉站直通至1號線） |
| 4    | 2號線 | 千葉、千葉港方向 | 往千葉港方向途經千葉站直通至1號線             |

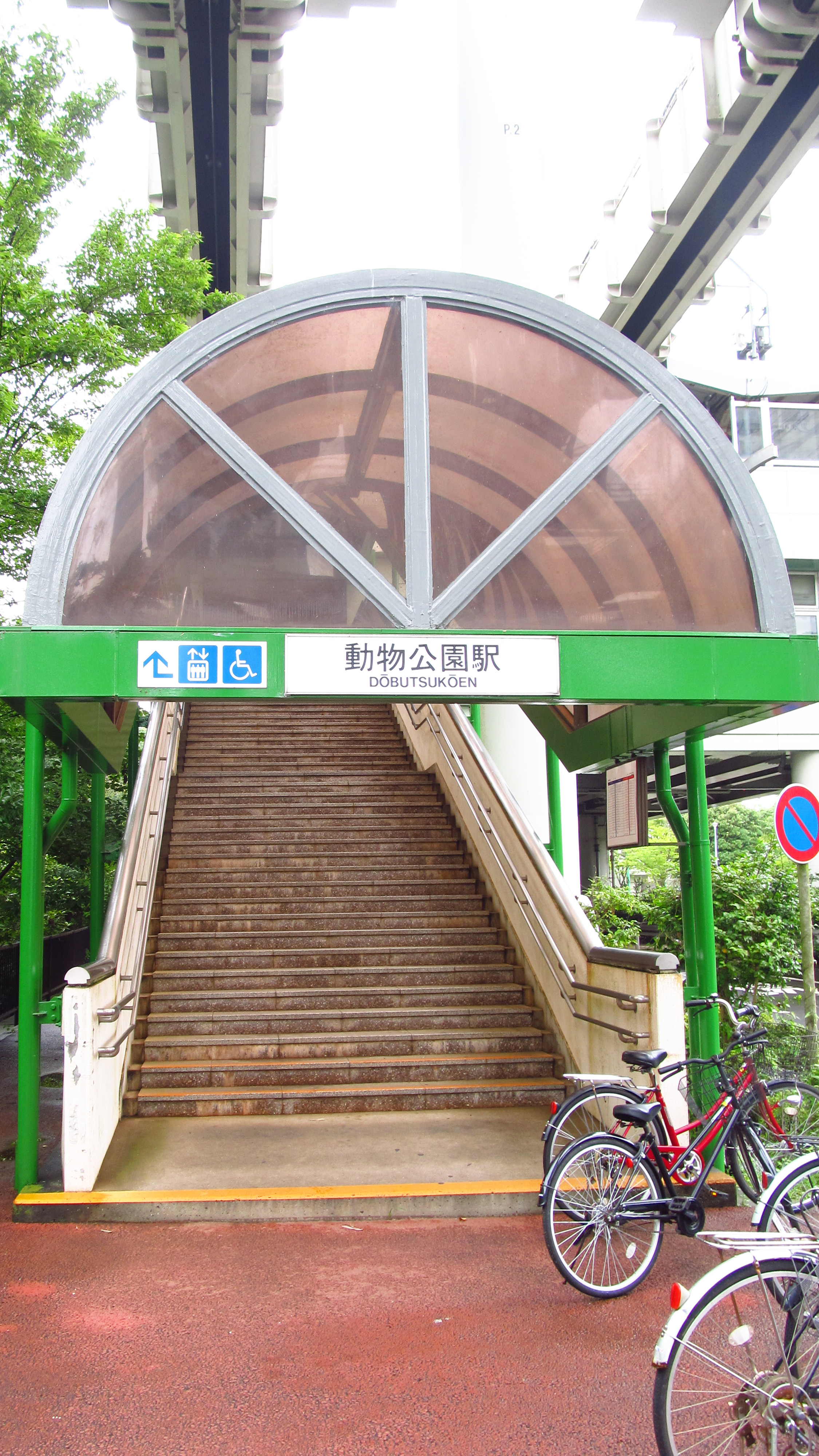
南側出入口（2019年7月1日）
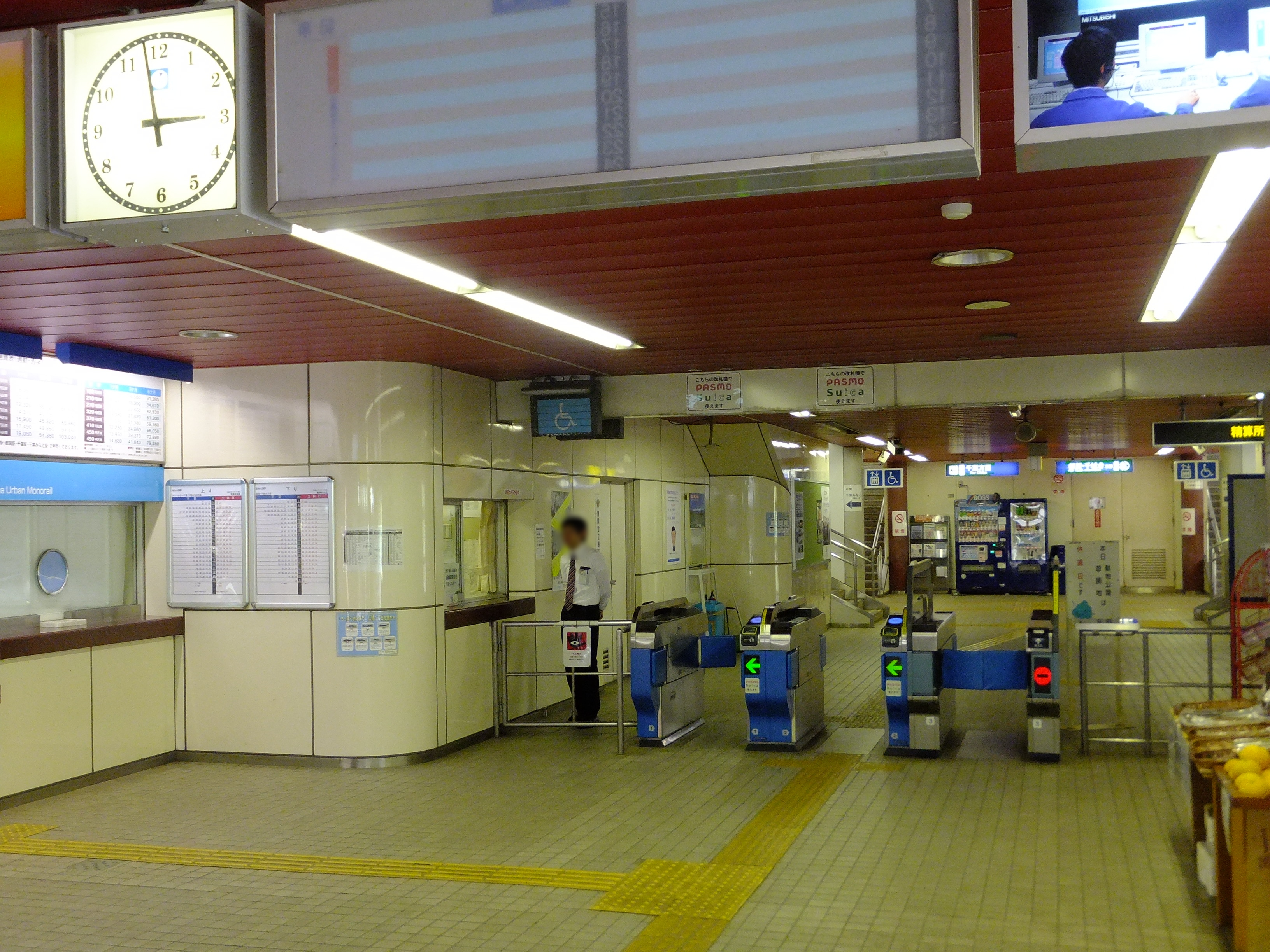
閘口（2012年5月6日）
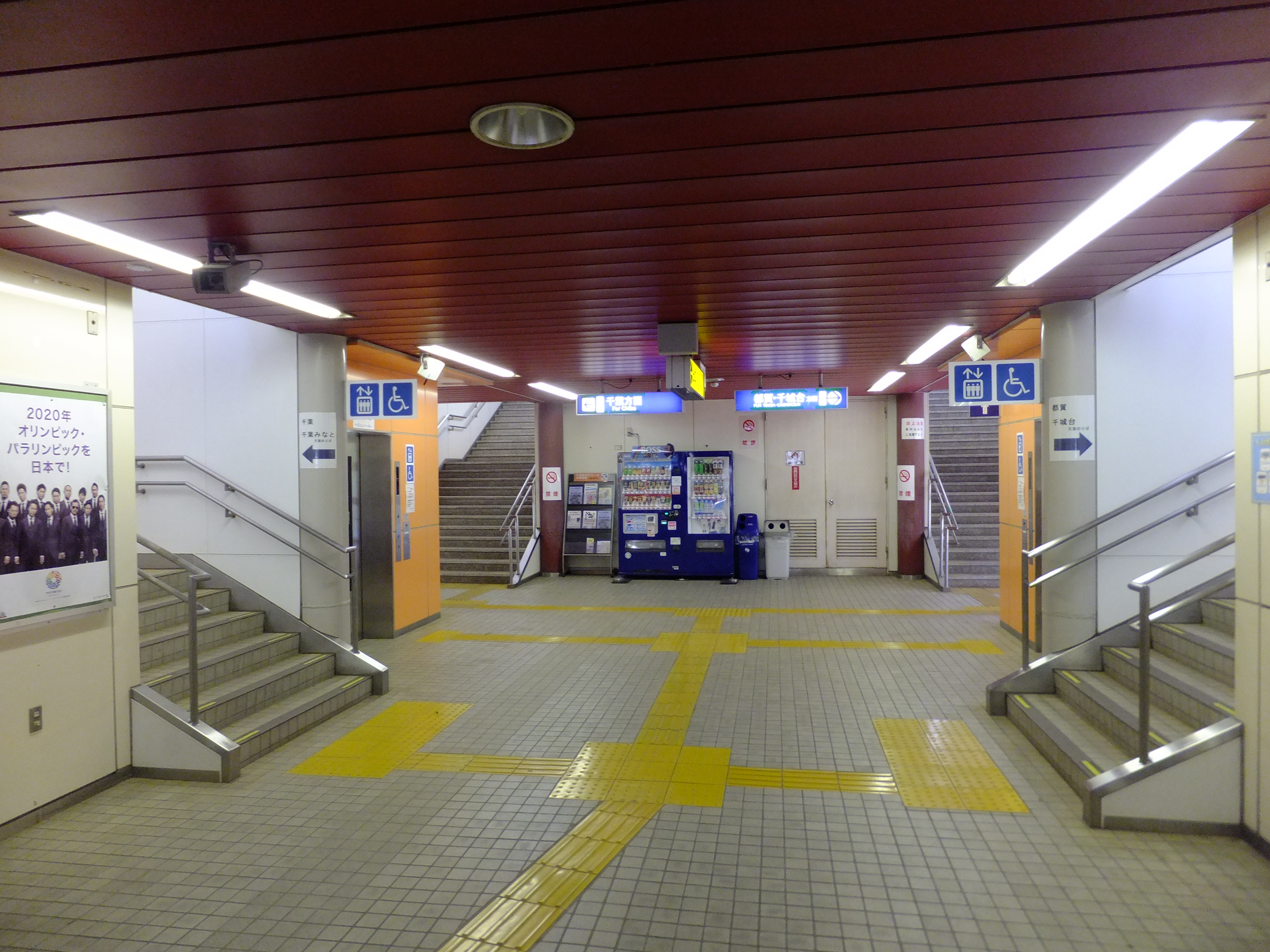
閘內大堂（2012年5月6日）
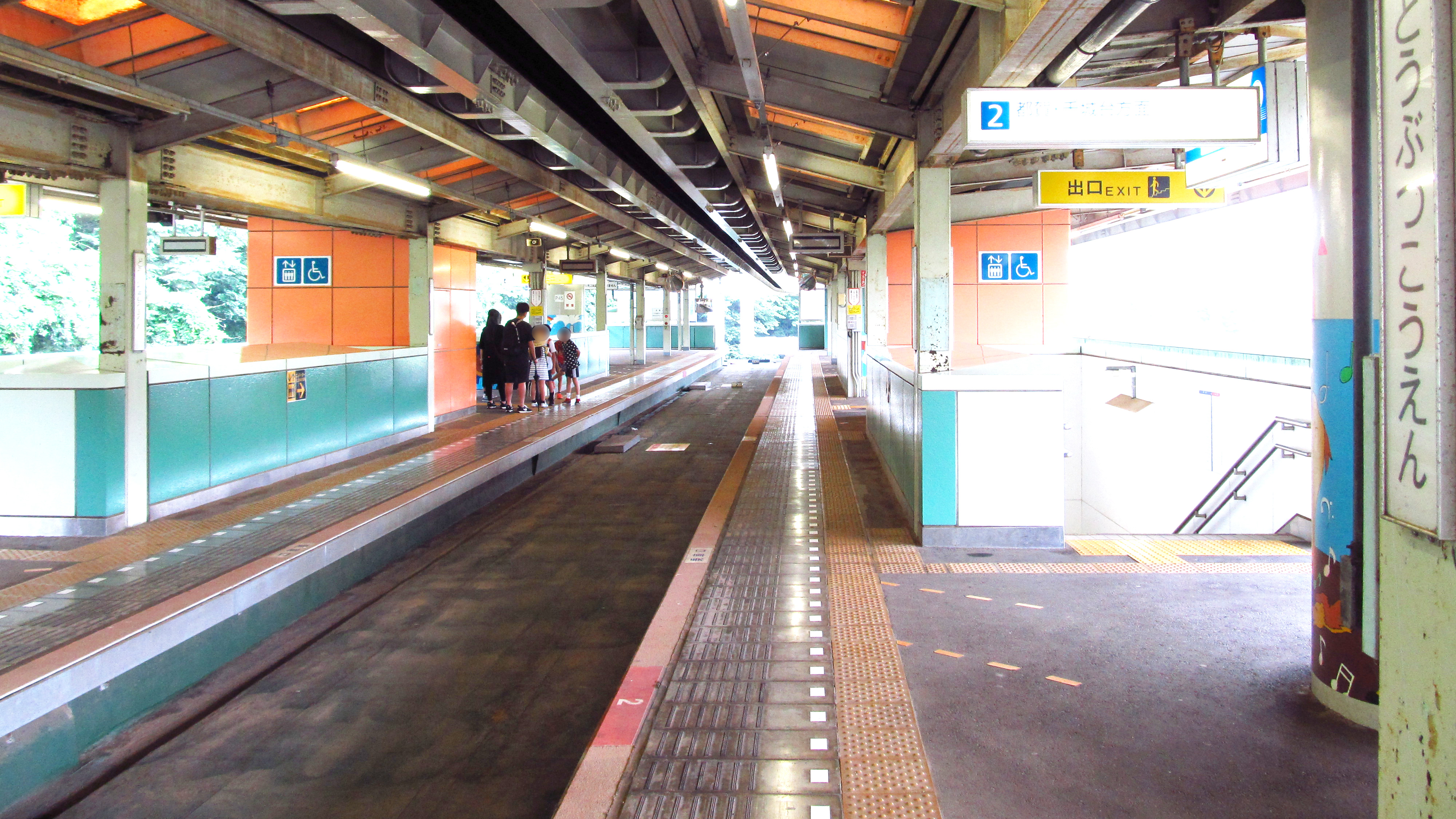
1、2號月台（2019年7月1日）
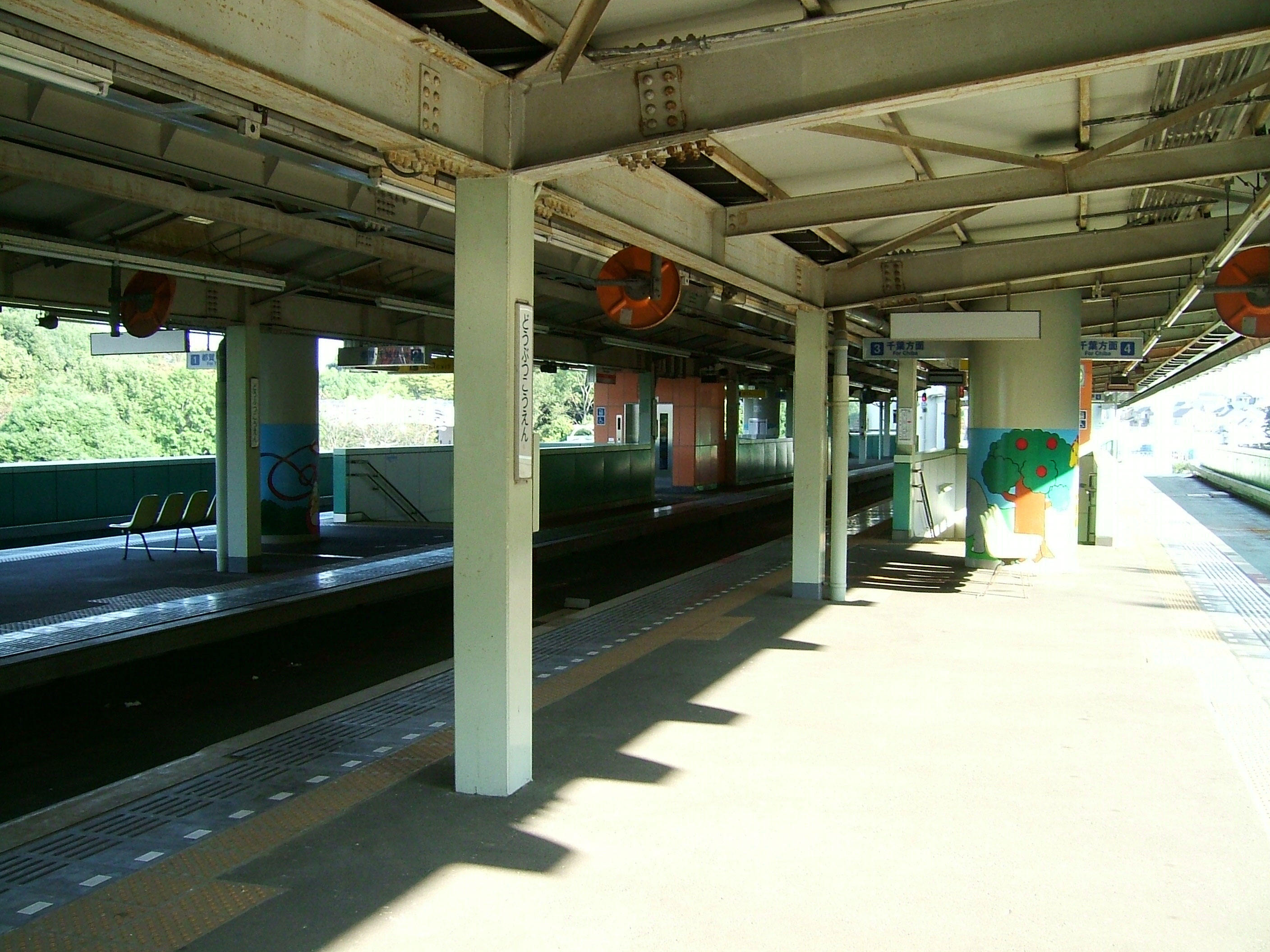
3、4號月台（2008年10月21日）
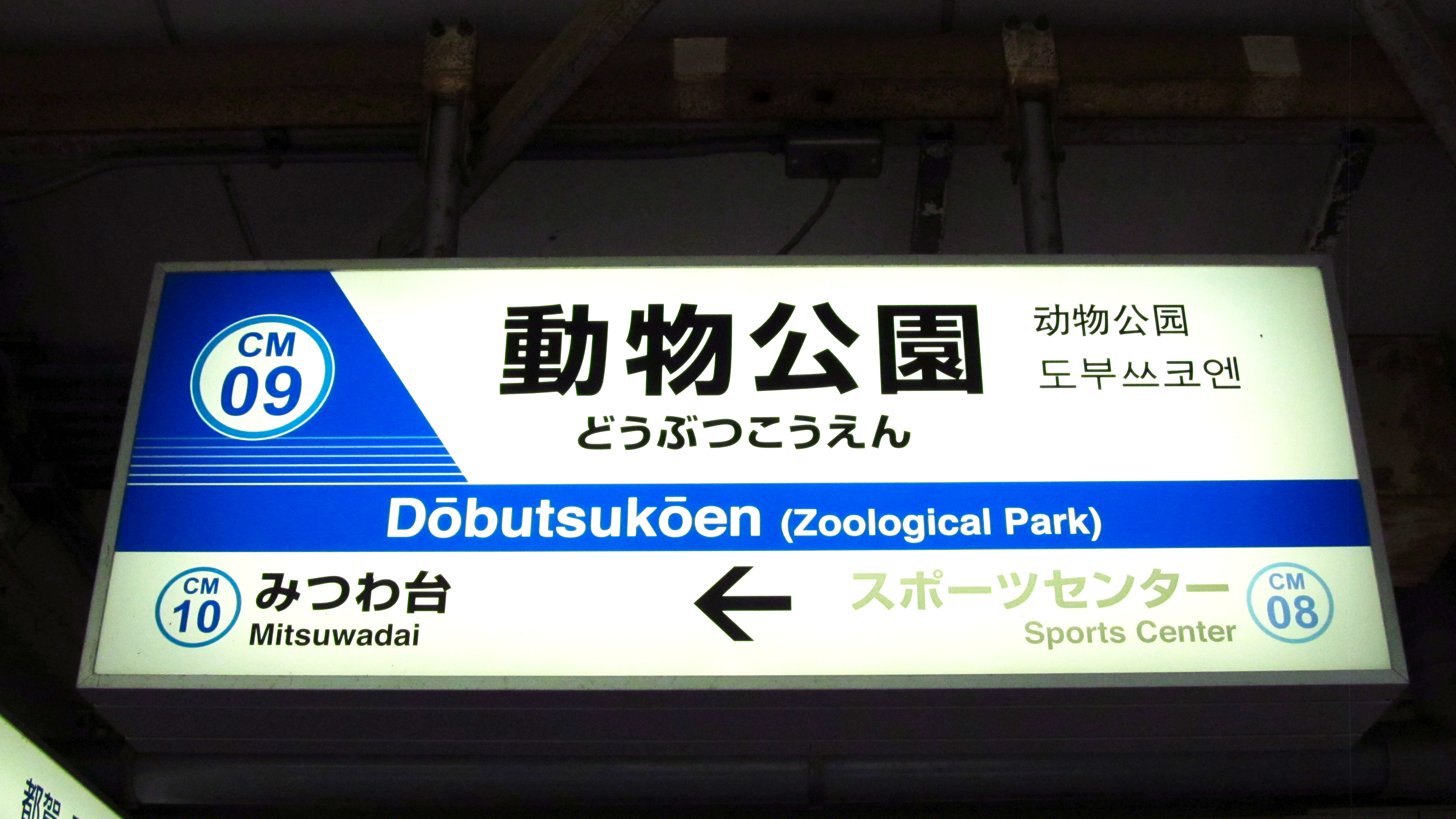
1、2號月台站名牌（2019年7月1日）
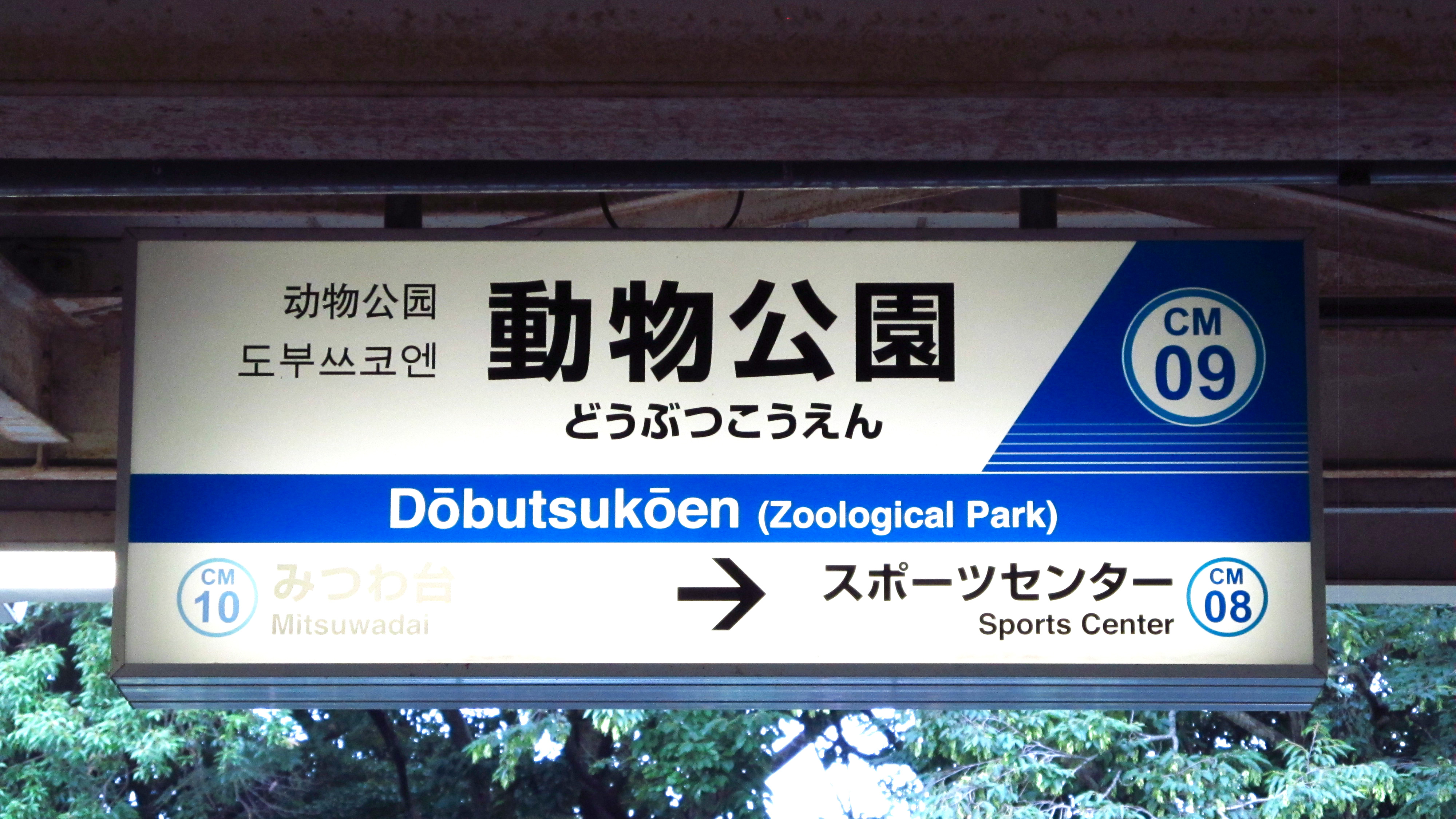
3、4號月台站名牌（2019年7月1日）

## 使用情況
2017年度1日平均上車人次為733人。千葉都市單軌電車18個車站當中排行第17位。
近年1日平均上車人次推移如下表。
| 年度   | 千葉都市單軌電車 |
| ------ | ---------------- |
| 1999年 | 584              |
| 2000年 | 545              |
| 2001年 | 572              |
| 2002年 | 605              |
| 2003年 | 586              |
| 2004年 | 566              |
| 2005年 | 659              |
| 2006年 | 710              |
| 2007年 | 674              |
| 2008年 | 650              |
| 2009年 | 686              |
| 2010年 | 633              |
| 2011年 | 613              |
| 2012年 | 662              |
| 2013年 | 664              |
| 2014年 | 660              |
| 2015年 | 645              |
| 2016年 | 736              |
| 2017年 | 733              |

## 相鄰車站
千葉都市單軌電車
 2號線
體育中心（CM08）－動物公園（CM09）－三和台（CM10）

## 外部連結
- 千葉都市單軌電車 動物公園站 （页面存档备份，存于）